# 伊原喜則
伊原喜則（いはら よしのり、1965年 - ）は日本の実業家。
2003年1月　株式会社アイテンを設立。代表取締役に就任。

## 人物
1965年　神奈川県横須賀市に生まれる。その後、東京都墨田区、埼玉県三郷市に移り住む。
埼玉県三郷市立栄中学校、埼玉県立越ヶ谷高等学校を卒業後、明治大学工学部電子通信工学科に合格し、1989年3月卒業。1989年4月に東光電気株式会社に入社し、技術開発研究所システム開発部に在籍する。同社を退社後は、ペンション経営を夢にいわゆるフリーターになり、スキーインストラクター、ロッジ居候、板前修業などを行なう。再度、サラリーマンに戻るが、2003年株式会社アイテンを設立する。
趣味はスキー、サーフィン、ランニング。

## 経歴
- 1987年東光電気株式会社に入社。技術開発研究所システム開発部。
- 2003年株式会社アイテンを設立。代表取締役に就任。

『みんなの口コミランキング』をベースに、各地域に密着したコミュニティサイトである『街10』、キャンプに特化した口コミサイトの『キャンプ10』を筆頭に各ジャンルに特化した口コミサイトを開設。
また『みんなの』シリーズで、『みんなの未解決.com』、『みんなの目安箱』なども運営。